# Kania (Filingué)
Kania (auch: Kagna Zéno, Kamia, Kania I, Kania Koira Zéno, Kania Zéno, Kannia, Kanya, Kanya I) ist ein Dorf in der Stadtgemeinde Filingué in Niger.

## Geographie

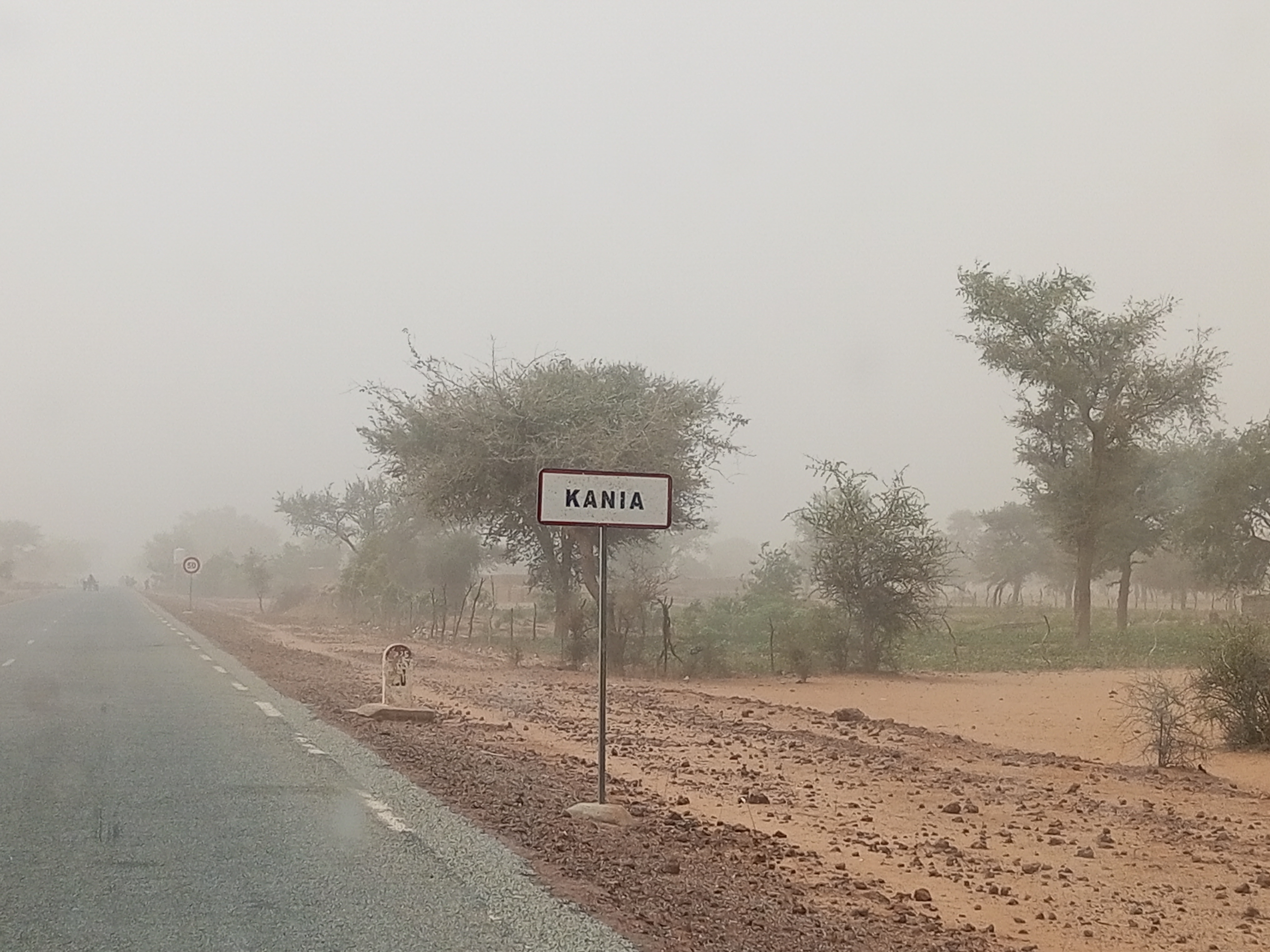
Ortsschild von Kania an der Nationalstraße 25 (2023)

Das Dorf liegt am Rand des Trockentals Dallol Bosso. Es befindet sich rund 27 Kilometer südwestlich des Stadtzentrums von Filingué, der Hauptstadt des gleichnamigen Departements Filingué, das zur Region Tillabéri gehört. Zu den Siedlungen in der näheren Umgebung von Kania zählen Louma im Norden, Diguina im Südosten, Bonkoukou im Süden und Tassi Sofakoara im Südwesten.
Es herrscht das Klima der Sahelzone vor, mit einer durchschnittlichen jährlichen Niederschlagsmenge zwischen 300 und 400 mm.

## Geschichte
Wie eine Reihe anderer Dörfer in der Umgebung wurde Kania wahrscheinlich in der Zeit zwischen 1780 und Anfang des 19. Jahrhunderts gegründet. Es handelt sich um einen der alten Orte der ethnischen Gruppe der Kurfeyawa, der der Überlieferung nach von den Kindern von Adabur, dem Kurfeyawa-Anführer von Shett, gegründet wurde. Weitere dieser Siedlungen sind beispielsweise Chikal, Gao Tsohon Gari, Itchiguine, Louma und Tounfalis.
Von 1998 bis 2003 wurden auf einer Fläche von sechs Hektar Gummiarabikumbäume (Acacia senegal) gepflanzt. Kania war 2012 von einer Ernährungskrise betroffen.

## Bevölkerung
Bei der Volkszählung 2012 hatte Kania 1862 Einwohner, die in 216 Haushalten lebten. Bei der Volkszählung 2001 betrug die Einwohnerzahl 1287 in 171 Haushalten.
In Kania wird die Sprache Zarma gesprochen.

## Wirtschaft und Infrastruktur
In Kania wird Bewässerungsfeldwirtschaft betrieben. Im Jahr 2020 belief sich die dafür genutzte Fläche auf 4,77 Hektar. Im Ort wird Saatgut für Augenbohnen produziert. Es gibt eine Schule im Dorf. Durch Kania verläuft die 868 Kilometer lange Nationalstraße 25 zwischen den Städten Niamey und Agadez. Die Straße ist in diesem Abschnitt asphaltiert. Im Ort zweigt die 15,6 lange Route 663 nach Shett ab. Es handelt sich um eine einfache Landstraße.